# Herman Severin Løvenskiold
Barone Herman Severin Løvenskiold (Ulefoss, 30 luglio 1815 – Copenaghen, 5 dicembre 1870) è stato un compositore norvegese, più noto per il suo spartito per la versione del coreografo August Bournonville del balletto La Sylphide del 1836 per il Balletto Reale Danese di Copenaghen.

## Biografia
Herman Severin Løvenskiold nacque a Ulefoss nel comune di Nome, in Norvegia. Era figlio di Eggert Christopher Løvenskiold (1788-1861), il direttore della ditta Ulefos Jernværk. Nel 1829 la sua famiglia si trasferì in Danimarca. È stato formato in musica dal compositore Peter Casper Krossing. Andò anche all'estero dove studiò a Vienna, Lipsia e San Pietroburgo. Dopo il suo ritorno in Danimarca compose la musica per una serie di opere drammatiche al Teatro reale danese. Dal 1851 fu organista presso la chiesa del castello di Christiansborg (Christiansborg Slotskirke) a Slotsholmen, Copenaghen. Questa chiesa, datata dal 1738 al 1742, era spesso frequentata da membri della Famiglia reale danese.
Carl Otto Løvenskiold, ufficiale e politico norvegese, fu suo nipote.

## Lavori degni di nota
- La Sylphide, balletto, 1836
- Hulen i Kullafjeld, Singspiel, 1839
- The New Penelope, balletto, 1847
- Turandot, opera, 1854
- Fra skoven ved Furesø, Concert Overture, 1863 (Op. 29)
- Piano Quartet in Fa minore, Op. 26[5]
- "Ouverture til drammaet Konning Volmer og Havfruen", Op. 20[6] (pubblicata nel 1848 da Hornemann & Erslev)[7]